# Мікура де Рю
Мікура де Рю (ладин. Micurà de Rü також Ніколаус Бахер ладин. Nikolaus Bacher; нар. 4 грудня 1789 — пом. 29 березня 1847, Інсбрук) — католицький священник та мовознавець.

## Життєпис
Мікура де Рю (Ніколаус Бахер) народилася 4 грудня 1789 року в селі Рю поблизу Сан-Касіан, нині муніципалітет Бадія, у селянській родині. Після закінчення школи вивчати філософію та теологію в Інсбруку, Тренто та Зальцбурзі. 
28 серпня 1814 року Мікура де Рю рукопокладений у священики. Був парохом у різних парафіях Австрії. Він також викладав італійську мову в Інсбруцькому університеті.
Мікура де Рю також був капеланом у військовій пастирській службі та вихователем в інституті у Мілані. 
У 1833 році він склав першу ладинську граматику «Versuch einer deutsch ladinischen Sprachlehre».
Помер 29 березня 1847 року, після тривалої хвороби, в Інсбруку.

## Вшанування пам'яті
На честь Мікура де Рю названо Інститут ладинської культури, який був створений у 1976 році в муніципалітеті Сан-Мартіно-ін-Бадія для дослідження, розвитку та пропагування латинської мови та культури.